# 咖啡豆醇
咖啡豆醇（英語：Kahweol）是一种二萜类分子，分子式C20H26O3，存在于小果咖啡（学名：Coffea arabica）的咖啡豆中，与咖啡醇密切相关。